# Bananarama
Bananarama – brytyjski zespół muzyczny, założony na początku lat 80. XX wieku przez Siobhan Fahey, Sarę Dallin i Keren Woodward.
Do popularnych piosenek grupy zaliczają się m.in. „Cruel Summer”, „Venus”, „I Heard a Rumour” i „Love in the First Degree”.

## Historia
Pierwszym singlem trio wydanym wspólnie jako Bananarama był cover piosenki Aie A Mwana w 1981. śpiewanej w języku Suahili. Zespół również występował gościnnie w singlu Fun Boy Three "It Ain't What You Do", który z kolei wziął udział w piosence "Really Saying Something" Bananaramy.
Ich debiutanckim albumem był wydany w 1983 Deep Sea Skiving. W tym składzie nagrały kolejne dwa albumy: Bananarama oraz True Confessions oraz pochodzący z tego ostatniego singel „Venus” (cover zespołu Shocking Blue), który okazał się międzynarodowym hitem. W Polsce, ten singiel w rankingu radiowej Trójki dotarł do drugiego miejsca.
W 1988 zespół opuściła Siobhan Fahey, którą zastąpiła Jacquie O’Sullivan. W tym samym roku co czwarty album Wow!, ukazała się też kompilacja Greatest Hits Collection (na której znalazł się m.in. cover piosenki The Supremes pod tytułem Nathan Jones). W 1991 roku, wydano album Pop Life. Po kilku miesiącach od wydania albumu, Jacquie O’Sullivan również odeszła z zespołu, a pozostały w nim Sarah Dallin i Keren Woodward, które w 1993 roku wydały album Please Yourself.
W lutym 2002 Bananarama świętowała dwudziestolecie istnienia. Z tej okazji odbył się koncert w Londynie, w którym wzięła udział także Siobhan, ale bez udziału Jacquie O’Sullivan.
W 2017 roku Siobhan Fahey powróciła do grupy, by po roku ponownie z niej odejść.

## Skład zespołu
- 1979–1988 oraz 2017–2018: Siobhan Fahey, Sara Dallin i Keren Woodward
- 1988–1991: Jacquie O’Sullivan, Sara Dallin i Keren Woodward
- 1991–2017 oraz od 2018: Sara Dallin i Keren Woodward

## Trasy koncertowe
- 1989 (marzec) – World Tour
- 1997 – Australia
- 1999 – Wielka Brytania, wspólnie z Culture Club

## Dyskografia
- (1983) Deep Sea Skiving
- (1984) Bananarama
- (1986) True Confessions
- (1987) Wow!
- (1991) Pop Life
- (1993) Please Yourself
- (1995) Ultra Violet [w Japonii pod tytułem: I Found Love]
- (2001) Exotica
- (2005) Drama
- (2009) Viva
- (2019) In Stereo
- (2022) Masquerade